# Walter Baade
Wilhelm Heinrich Walter Baade (Preußisch Oldendorf, 24 de março de 1893 — Göttingen, 25 de junho de 1960) foi um astrônomo e astrofísico alemão. Participou da 11ª Conferência de Solvay, em 1958.

## Carreira
Doutorado em astronomia na Universidade de Göttingen, trabalhou no Observatório de Hamburgo. Mais tarde foi nomeado astrônomo do Observatório do Monte Wilson e Monte Palomar. Contribuiu consideravelmente no campo da astronomia, corrigindo certos erros na medição de distâncias estelares. Estudos, iniciados em 1944, levaram-no a supor que a estrutura das galáxias se distinguia em duas populações de objetos celestes. Estudou ainda, por processos especiais, o núcleo da Galáxia de Andrômeda. Em 1955, recebeu a medalha de ouro Catharine Wolf Bruce.
| 930 Westphalia | Mar. 10, 1920 |
| 934 Thüringia  | Aug. 15, 1920 |
| 944 Hidalgo    | Out. 31, 1920 |
| 966 Muschi     | Nov. 9, 1921  |
| 967 Helionape  | Nov. 9, 1921  |
| 1036 Ganymed   | Out. 23, 1924 |
| 1103 Sequoia   | Nov. 9, 1928  |
| 1566 Icarus    | Jun. 27, 1949 |
| 5656 Oldfield  | Out. 8, 1920  |
| 7448 Pöllath   | Jan. 14, 1948 |

## Homenagens
- 1954 - Medalha de Ouro da Royal Astronomical Society[2]
- 1955 - Medalha Bruce[3]
- 1958 - Henry Norris Russell Lectureship

### Obituários
- JRASC 55 (1961) 113
- MitAG 14 (1961) 5
- QJRAS 2 (1961) 118